# Iglesia parroquial de la Asunción de Nuestra Señora (Vall de Uxó)
La iglesia de la Virgen María de la Asunción situada a la plaza de la Asunción, en La Vall d'Uixó es una de las dos principales iglesias de la ciudad junto a la Iglesia del Santo Àngel Custodi de la Vall d'Uixó, creada alrededor de las alquerías que formaban el pueblo de bajo. El edificio está catalogado como Bien de interés local, según la disposición adicional quinta de la Ley 5/2007, de 9 de febrero, de la Generalitat, de modified de la Ley 4/1998, de 11 de junio, del Patrimonio Cultural Valenciano (DOCV Nº 5.449 / 13/02/2007).

## Historia
La parroquia fue creada por bula papal de 1602, y el templo es una obra realizada en los siglos XVII y XIX, en el que destacan la tueste campanario barroca concluida en 1791 según trazas del maestro Jacinto Agustí, y restaurada en 1991.
El templo de la Asunción se realizó según Honori Garcia en tres etapas:
1. Etapa: Desde 1636 en que se empezó hasta que se paralizó la obra.
2. Etapa: Desde la reanudación de las obras de 1739 hasta el traslado del Santísimo en 1749. En estos años, como ya hemos mencionado anteriormente se hicieron el ábside, capilla y naves central y laterales hasta las puertas accesorias.
3. Etapa: Desde 1771 hasta después del 1802 en que se acabaron: naves, altares, atrio y se decoró la cúpula y la vuelta.

En 1833 se inició el retablo actual, según traza el arquitecto de Valencia Salvador Nonmedeu. Se embellece el templo. Trabajan como maestros profesionales J. Grollo, decorador, J. Clemente, dorador, J. Marsal escayolista y el pintor V. Castelló. Inaugurándose el retablo en 1870. La fachada tipo retablo finalizada en 1926 en estilo neoclásico según planes del arquitecto Mariano Peset, ha sido restaurada en 2000. Las imágenes actuales que lo adornan "San Alfredo Abad" y "San Vicente Ferrer" en las hornacinas laterales y el "Relieve del Asunción" en el centro, sobre el dintel de la puerta son obra del escultor de Navajas, Manolo Rodríguez.
En su interior destacan las pinturas al fresco que adornan las bóvedas, obras del siglo XIX atribuidas a los pintores Joaquín Oliet y Vicente Castelló Amat, la capilla del Sagrario importante construcción barroca con un zócalo de azulejería valenciana del siglo XVIII, junto con la recuperada pila bautismal del siglo XVII y los retablos mayor y crucero de mediados de siglo XIX, o el retablo barroco en talla de madera del siglo XVII ubicado en una capilla lateral. Destacamos la pila bautismal, símbolo parroquial por el su "fuente sacramental" que la identifica, había permanecido oculta debajo el altar dedicado en San Cristóbal muchos años, siendo recuperada en 1994 al efectuarse unas reformas en el baptisterio.
El templo presenta un campanario, considerado uno de los más importantes de la Plana Baja. Estructuralmente hablando se caracteriza para pasar de planta cuadrada a octogonal, y por presentar gran decoración exterior, siendo de fábrica de sillar. Arranca la torre con un primer cuerpo de planta cuadrada, y a la mitad aproximadamente, unos alerones hacen la transición a la planta octogonal, que caracteriza el segundo cuerpo, que además, cuenta con pilastras y con cornisa. La torre se remate con una torreta de dos alturas, cupulín y veleta.
Además la torre campanario presenta un reloj mecánico, obra de "Blasco Manofacturas".
De las campanas originales, una ha desaparecido, la conocida como María, de 107 centímetros de diámetro, un peso de un 709 kilogramos y año de fundición 1940. Actualmente hay siete campanas más:
- Virgen María Milagrosa (fundición el 1946) y Cristo Rey (fundición el 1940), de Hermanos Rosas de Silla.
- Emilia, Jesús, Rosa, Lourdes y Alfredo, todas fundidas el 1991, en la fundición Salvdor Manclús de Valencia.